# Crazy Lixx
Crazy Lixx — шведская рок-группа, образованная в 2002 году. Это одна из групп шведской хард-рок сцены, основана под влиянием групп Guns N' Roses, Aerosmith, Kiss и некоторых других.

## История
Crazy Lixx была основана в 2002 году в шведском городе Мальмё Денни Рексоном и Виком Зино. Они мечтали о возвращении на музыкальную сцену группы, которая была верна хард-рок стилю, который был популярен в восьмидесятых годах двадцатого столетия. Первый состав группы был сформирован после того, как в группу пришёл ударник Джоэл Сирера.
Как любая начинающая группа, они начали играть в небольших заведениях. В 2007 году группа выпустила свой дебютный альбом Loud Minority на местном лейбле звукозаписи. В связи с нарастающей популярностью, группу выбирает Hardcore Superstar, в качестве разогрева, в ходе их тура по Великобритании в 2008 году. В этом же году из Hardcore Superstar неожиданно уходит гитарист — Томас Сильвер и вакантное место предлагают занять Вику Зино. После кратких размышлений он принял приглашение и уже Crazy Lixx пришлось искать нового гитариста. Но замена нашлась довольно быстро. Уже весной 2008 года коллектив пополняется гитаристом Энди Доусоном, который находится в группе и по сей день.
В 2009 году в новом составе группа подписала контракт с итальянской студией звукозаписи Frontiers Records, который действует по настоящее время. В следующем, 2010 году, группа выпустила альбом New Religion, а в 2012 — Riot Avenue.

## Участники

### Текущий состав
- Дэнни Рексон — вокал, акустическая гитара
- Энди Доусон — гитара
- Джоэл Сирера — ударные
- Дженс Сйохольм — бас-гитара
- Эдд Лиам — гитара

### Бывшие участники
- Вик Зино — гитара
- Лук Ривано — вокал, гитара, бас-гитара

## Дискография

### Альбомы
| Название      | Детали                                               |
| ------------- | ---------------------------------------------------- |
| Loud Minority | - Выпущен: 2007 - Лейбл: Swedmetal Records           |
| New Religion  | - Выпущен: 19 марта 2010 - Лейбл: Frontiers Records  |
| Riot Avenue   | - Выпущен: 20 Апреля 2012 - Лейбл: Frontiers Records |
| Crazy Lixx    | Выпущен: 16 Октября 2014 Лейбл: Frontiers Records    |
| Ruff Justice  | Выпущен: 21 апреля 2017 Лейбл: Frontiers Records     |
| Forever Wild  | Выпущен: 17 Мая 2019 Лейбл: Frontiers Records        |